# Neacomys aletheia
Neacomys aletheia és una espècie de mamífer rosegador de la família dels cricètids. Viu a l'estat brasiler de l'Amazones i el Perú. El seu hàbitat natural és la jungla. Té una llargada de cap a gropa de 67-79 mm, la cua de 148-163 mm i un pes d'11-15 g. El pelatge dorsal és marró taronjós, de vegades amb pèls negres, mentre que el ventral és de color blanc camussa. El seu nom específic, aletheia, significa 'veritat' o 'la condició de ser evident' en grec antic. Com que fou descoberta fa poc, l'estat de conservació d'aquesta espècie encara no ha estat avaluat formalment.